# 小原慶山

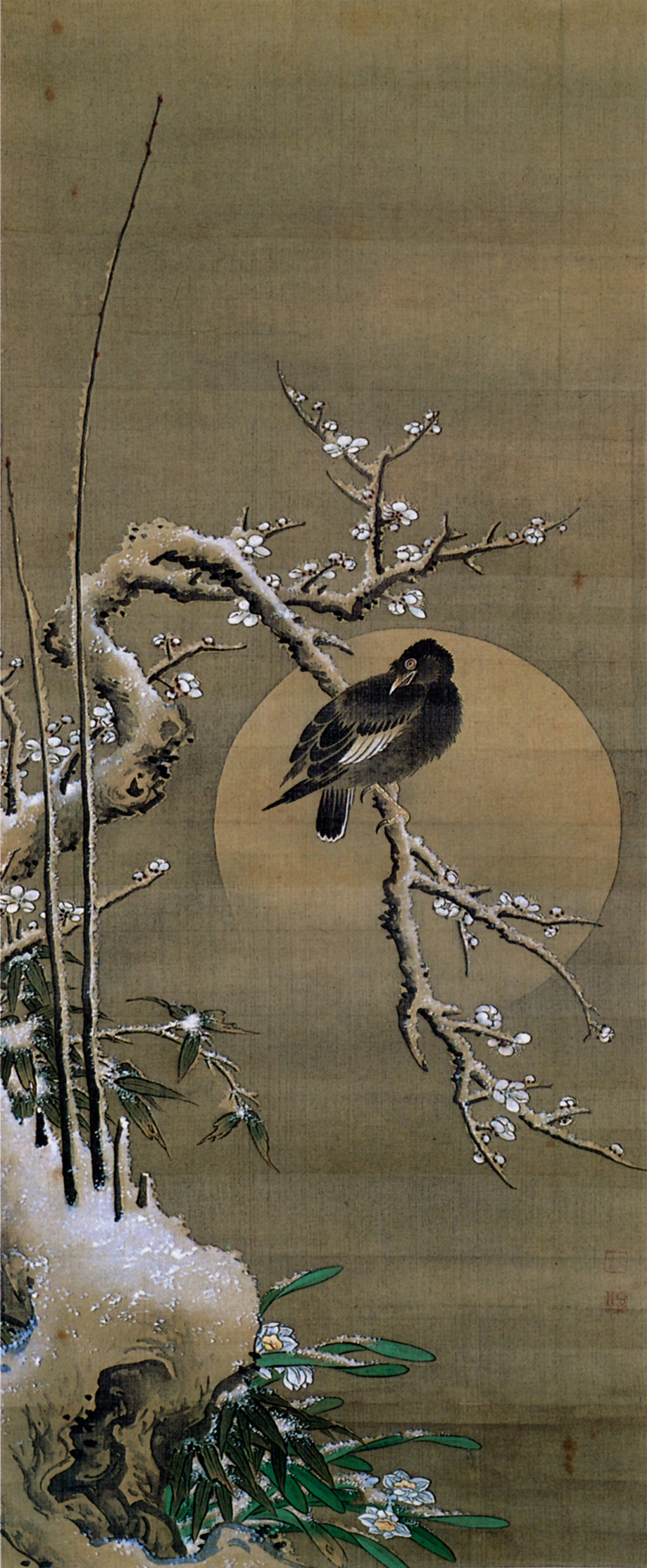
雪中梅図 絹本着色 長崎歴史文化博物館

小原 慶山（おはら けいざん、生年不詳 - 1733年9月7日（享保18年7月29日））は、江戸時代中期の絵師。丹波の人。長崎奉行所から唐絵目利を任ぜられ、初期の長崎画壇において重要な位置を占めた。

## 略伝
丹波に生まれ京都に住んだ。諱は雅俊、字を霞光、はじめ渓山と号した。狩野益信に画を学んだが、中年になって長崎に遊学し河村若芝の門弟となる。1705年（宝永2年）に絵をもって長崎奉行に仕える唐絵目利の手伝い役になったとも、元禄年間に唐絵目利兼御用絵師を命ぜられたとも言われるが定かで無い。渡辺秀石などと唐絵目利派を形成。のちに石崎元徳の師となった。人物図・花鳥図のほかに喜多元規風の頂相を残している。子に、儒学を修め中国語に堪能だったという小原巴山がいる。

## 作品
- 「万国人物図」神戸市立博物館
- 「来禽図巻」神戸市立博物館
- 「雪梅叭々鳥図」長崎歴史文化博物館
- 「桐に鳳凰図」 長崎県立歴史博物館
- 「異人形容図巻」 絹本著色 1巻 本間美術館 酒田市指定文化財
- 「王陽明像」 藤樹書院蔵 1730年（享保15年）
- 「王陽明像」 大須市立博物館蔵 1730年（享保15年）- これら2つの王陽明像は、儒者の三輪執斎の依頼による。まず、長崎奉行・石河政郷に頼んで吉田秀雪（柳沢淇園の師）に描いてもらったが、服装などの時代考証が不十分で執斎は満足しなかった。そこで執斎は1729年（享保14年）秋、新任の奉行として赴任する細井安明に改めて注文。今度はちょうど長崎にいた中国人学者に考証して貰い、画も慶山が担当して2幅作り、一つは明倫堂へ、もう一つは藤樹書院へ納めたという。

## 出典

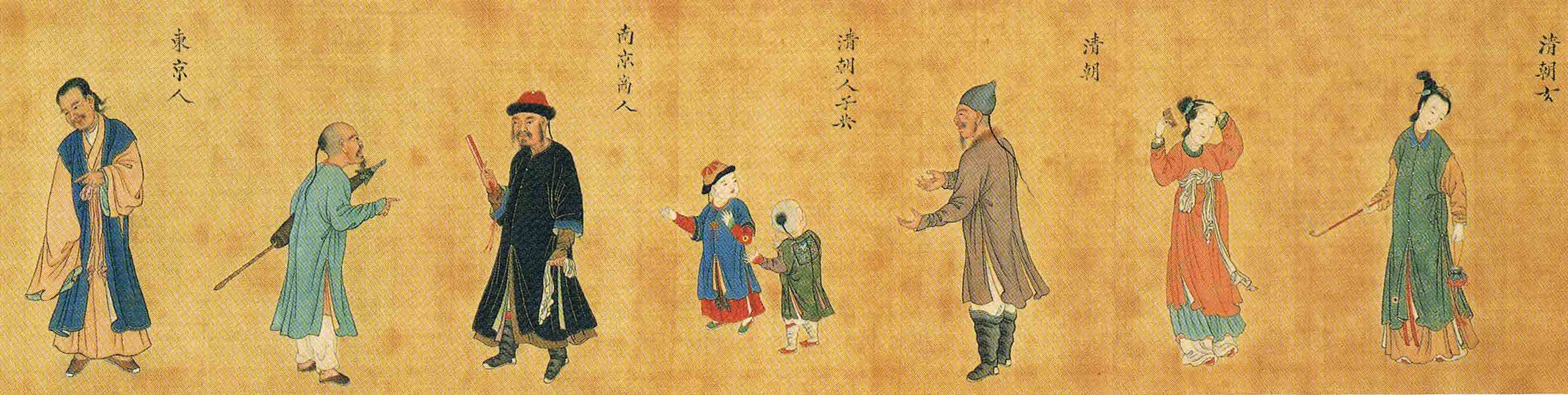
西洋東洋人物図巻 慶山画・文山賛（東京人・南京商人・清朝人子供・清朝・清朝女）

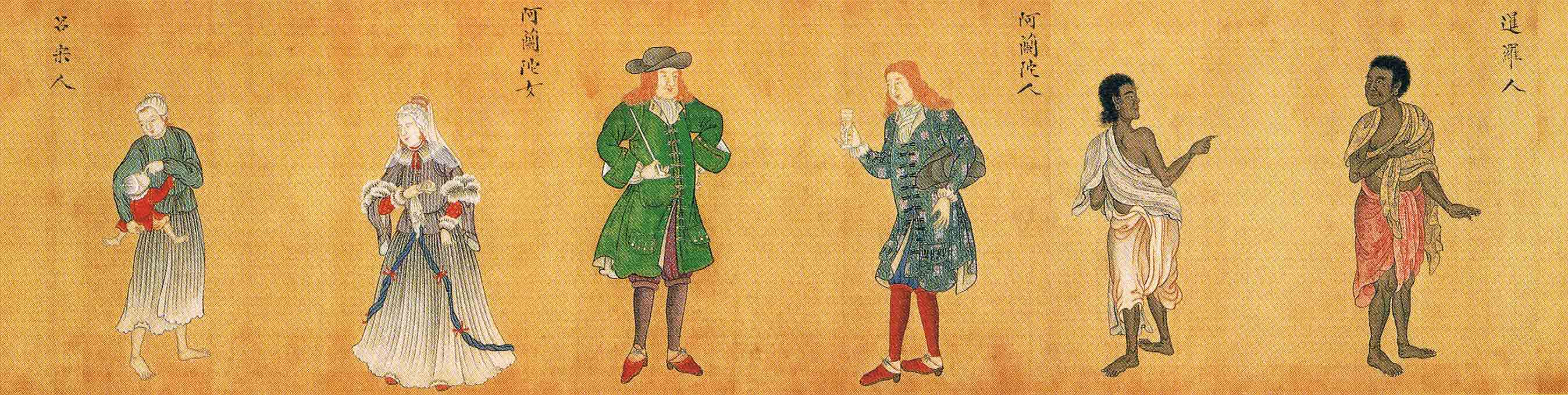
西洋東洋人物図巻（呂宋人・阿蘭陀女・阿蘭陀人・暹羅人）